# Thomasomys
Thomasomys (Томасоміс) — рід гризунів з родини Хом'якові (Cricetidae). Рід названий на честь британського зоолога Олдфілда Томаса. Аналіз ядерної ДНК-послідовності показав, що це сестринський таксон до Rhagomys.

## Опис
Ці гризуни можуть досягати довжини тулуба 9–23 сантиметрів, а хвоста — 9–33 сантиметрів. Вага, в залежності від виду, становить 60–340 грамів. Хутро м'яке, його колір варіюється від червоно-коричневого до оливково-сірого й до чорного, внизу, як правило, світліший. Хвіст відносно довгий і волохатий.

## Проживання
Живуть на північному заході Південної Америки, їх діапазон простирається від Венесуели і Колумбії через Еквадор Перу і Болівію. Вони живуть у лісах і в парамо до висоти в 4200 метрів. На додаток до деревних видів є й наземні.